# 카밀 구아티
커밀 구아티(Camille Guaty, 1978년 6월 28일 ~ )는 미국의 배우이다.

## 출연 작품

### 영화
- Blink (2007)
- 섹스 마네킹 (2003)
- 고스트 오브 걸프렌즈 패스트 (2009)
- Towing (2012) - 단편
- 크러쉬 (2013, Crush)
- 케이크 (2014)
- The Wedding Invitation (2015)
- 어느 허무명랑한 인생 (2018, A Futile and Stupid Gesture)
- The Brownlist (2018) - 단편

### 텔레비전
- Gotta Kick It Up! (2002)
- 크로싱 조던 (2004-05)
- 프리즌 브레이크 (2005-07)
- The Nine (2006-07)
- 라스베가스 (2007-08)
- 쇼킹 패밀리 (2008-10) - 애니메이션
- The Chicago Code (2011)
- 스콜피언 (2014-15)